# Джордже Енеску
 Тази статия е за румънския композитор.  За селото вижте Джордже Енеску (село).  
Джордже Енеску  (на румънски: George Enescu) е румънски цигулар, пианист, композитор, диригент, педагог, считан за най-великия композитор на Румъния.

## Биография
Роден е 19 август 1881 г. в Ливен, окръг Ботошани. Още в детството си показва изключителен интерес към музиката. Започва да свири на цигулка на 4-годишна възраст, на 5 години изнася първия си концерт и започва да изучава композиране.
През 1888-1894 г. следва в консерваторията във Виена, при музикални светила като Йозеф Хелмесбергер (цигулка) и Роберт Фукс (композиция). Бързо навлиза в музикалния живот на Виена, като интерпретира при концертите си произведения на Брамс, Сарасате, Менделсон и др., с които предизвиква възторг у публиката и пресата, въпреки че е едва на 12 години.
След завършването на Виенската консерватория със сребърен медал продължава следването си в Консерваторията в Париж (1895-1899). На 6 февруари 1898 г. е дебютът на композитора в Париж със симфонична сюита – Опус 1 Румънска поема (Poema Română). През същата година дирижира концерти в Букурещ и прави рецитали с цигулка. Адмириран от кралицата на Румъния Елизабета, той често е канен да изнася концерти на цигулка в двореца Пелеш в Синая.
От първите години на ХХ век са най-известните му произведения, сред които са 2 Румънски рапсодии (1901-1902), Сюита № 1 за оркестър (1903), изпълнени за първи път в България на фестивала „Мартенски музикални дни“ в Русе, както и Седем песни по стихове на Клеман Маро (1908), изпълнени за първи път в България и записани за БНР от сопраното Виолета Шаханова.
Музикалната му дейност е раздвоена между Букурещ и Париж. Същевременно предприема множество турнета из европейските страни.
По време на Първата световна война остава в Букурещ, дирижира Деветa симфония на Лудвиг ван Бетховен (изпълнена за първи път изцяло в Румъния), композиции на Берлиоз, Дебюси, Вагнер, както и собствени произведения: Симфония № 2 (1913), Сюита за оркестър № 2 (1915). През същата година се провежда и първото издание на конкурса за композиция „Джордже Енеску“.
След войната продължава дейността си в Букурещ и Париж, пътува многократно и до САЩ, където дирижира оркестри във Филаделфия (1923) и Ню Йорк (1938). Педагогическата му дейност също заема значителна част от времето му. Сред знаменитите му ученици са Кристиян Фера, Артур Гримо и Йехуди Менухин. Последният – виртуоз със задълбочена култура – запазва в себе си истински култ към Енеску, смятайки го за свой духовен баща.

## Произведения от зрелия му период
По време на Втората световна война остава в Букурещ, където развива богата диригентска дейност и окуражава творчеството на румънски музиканти като Михай Жора, Константин Силвестри, Йонел Перля, Сабин Дръгой. След войната изнася концерти заедно с Давид Ойстрах, Лев Оборин и Йехуди Менухин, които го посещават в Букурещ и Синая.
През последните години на творческата си кариера създава Струнен квартет № 2, Камерна симфония за 12 инструмента, довършва Симфонична поема Vox Maris за сопрано, тенор, хор и оркестър (скицирана още през 1929 г.), Симфонии № 4 и 5, останали недовършени.
След установяването на социалистическата диктатура в Румъния емигрира в Париж, където умира в нощта на 3 срещу 4 май 1955 г.

## Оценка
„За мен Енеску ще остане едно от най-истинските чудеса на света. Характерът и фигурата му са отпечатани в душата ми...“ (Йехуди Менухин).

## Памет
- Край Онещ е домът (конак), дарен от Енеску на Румънската държава с условието там да бъде изграден културен център за творци.
- Бившият палат „Кантакузино“ на Букурещката улица „Калеа Викторией“, в който е живял композиторът, сега е „Дом на музиката“.
- Филхармоничният оркестър със седалище в Румънския Атенеул носи неговото име.
- В Букурещ се намира Мемориалният музей „Джордже Енеску“.
- Мемориален дом „Енеску“ има и в Синая.